# أولكيبوب
أولكيبوب (أسلوبا هكذا allkpop) هي مدونة للبوب الكوري، تتركز في الولايات المتحدة، باللغة الإنجليزية  بدأت في 30 أكتوبر 2007 ويقع مقرها في إدغيواتر، نيو جيرسي. تملكها وتشغلها الشركة الأم 6Theory Media، أولكيبوب هو واحد من أكثر المواقع تسريبا للأخبار الكي بوب مع أكثر من سبعة ملايين ونصف قارئ شهريا، وكثيرا ما تستشهد مقالاتها  من العديد من المنشورات حول العالم . في قائمتها مواقع إلكترونية مساعدة، مثل The Korea Herald .

## وصلات خارجية
- الموقع الرسمي